# František Vyhnálek

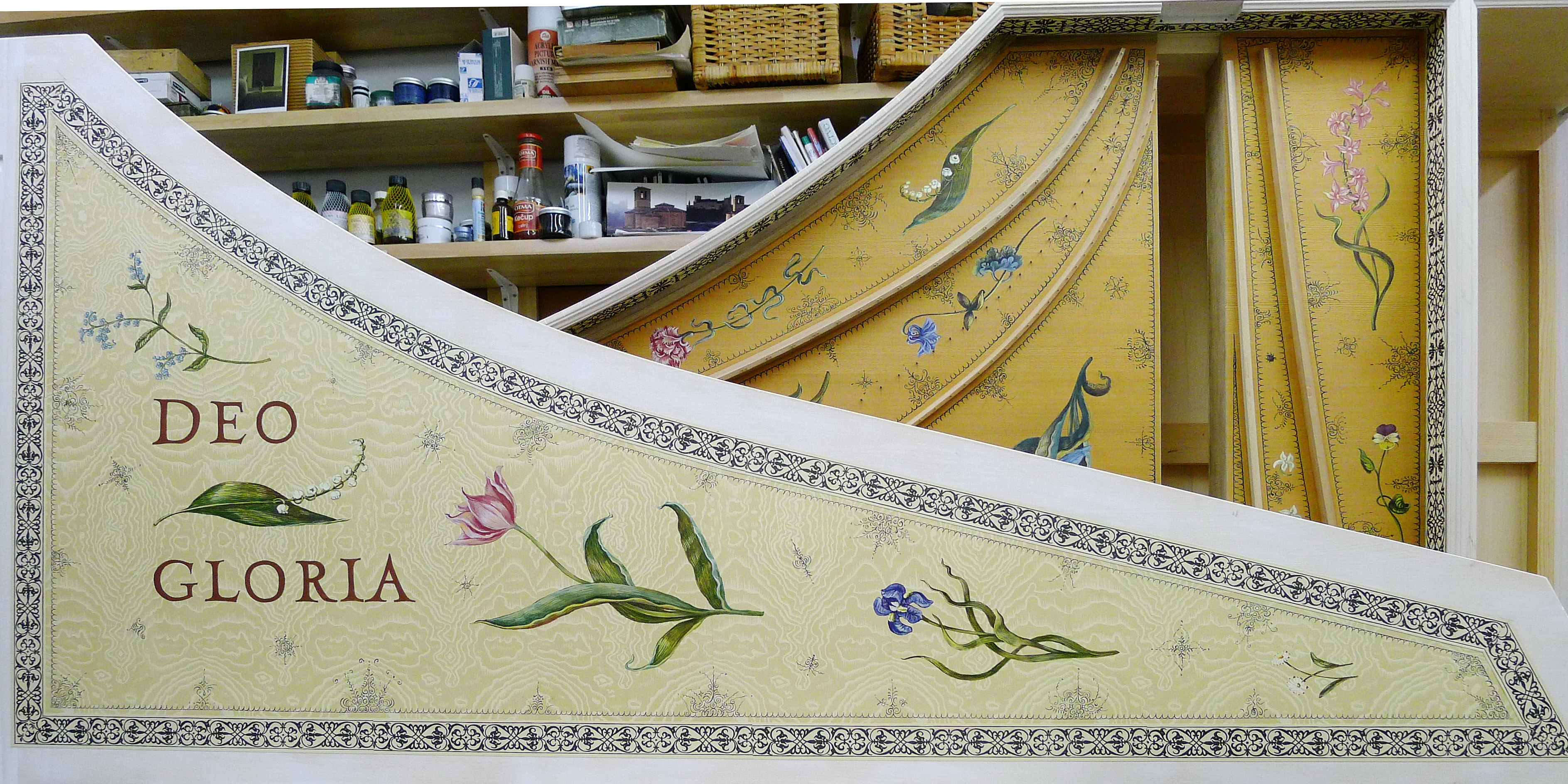
František Vyhnálek: Cembalo vlámského typu, dekorace: Miluše Poupětová

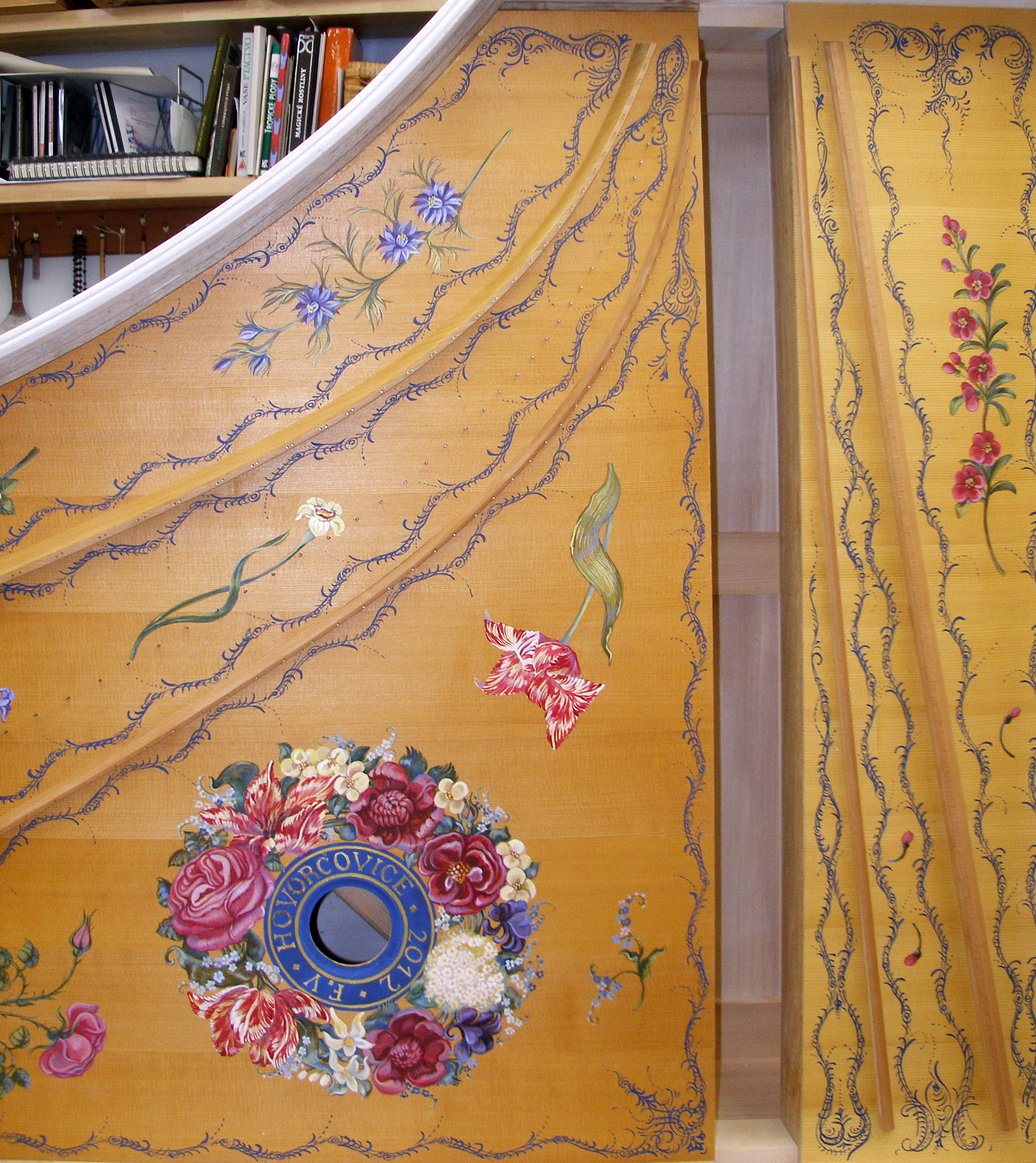
František Vyhnálek: Cembalo francouzského typu, dekorace: Miluše Poupětová

František Vyhnálek je český stavitel cembal a kopií historických nástrojů. 

## Dílna Františka Vyhnálka
Dílna Františka Vyhnálka existuje od roku 1987 v Hovorčovicích u Prahy. Od té doby zde bylo postaveno více než 100 různých nástrojů, které vlastní vysoké hudební školy, profesionálové i nadšenci. Jeho cembala jsou v koncertních sálech po celém světě (v Praze, Brně, Vídní, Bratislavě, Vilniusu, Paříži, Wuerzburgu, Clevelandu, Bostonu, Kyotu atd.). František Vyhnálek se věnuje i restaurování historických cembal, klavichordů a kladívkových klavírů.
Cembalisté Giedré Lukšaité-Mrázková a Jaroslav Tůma natočili 2CD "Život s cembalem/František Vyhnálek" na jeho nástroje - na kopie barokních cembal. Nahrávku vydala společnost ARTA Music v roce 2007. 
Akademická malířka Miluše Poupětová pro dílnu Františka Vyhnálka zajišťuje dekorativní malovanou výzdobu hudebních nástrojů, jako jsou především cembala a virginaly (předchůdce klavíru). Nejčastěji maluje kopie vlámských nástrojů ze 17. století a francouzských z 18. století. Francouzská cembala jsou ve výzdobě bohatší, obsahují bohatou malbu květin v rokokové barevnosti, zpěvné ptactvo, časté je zdobení zlatem, malovanými girlandami a krajinkami. Vlámský styl je o něco úspornější, květinová výzdoba je jednodušší, a střídmější, převažují tulipány a z ptáků zejména papoušci. Zajímavý je několik metrů dlouhý ornament lemující veškeré obvodové lišty a žebra. Linka je tenká asi půl milimetru v indigové akvarelové barvě.